# Wohltätigkeit
Wohltätigkeit, auch Benefiz (veraltend: Mildtätigkeit), englisch Charity, ist das Wirken Einzelner oder von Organisationen zu Gunsten Bedürftiger durch „milde Gaben“ (Almosen, Geschenke, Spenden). Sie gilt seit alters als besondere Tugend vieler Religionen. Im Christentum, im Judentum, im Buddhismus und im Islam wird dies beispielsweise vom Einzelnen erwartet. Sie wird auch durch Zuwendungen an Hilfsorganisationen gewährleistet.

## Formen
Spenden spielen neben der staatlichen Fürsorge (Sozialstaat) eine wichtige Rolle. Demselben Zweck dienen der Verkauf von Wohlfahrtsbriefmarken, Erbschaftsverfügungen oder die Einstellung von Gerichtsverfahren durch Zahlung eines Betrages an die Wohlfahrtsorganisationen durch die Staatsanwaltschaft.

## Religiöse Wohltätigkeit

### Islam
Im Islam werden wohltätige Spenden in obligatorische und freiwillige Spenden unterteilt.  Bei den obgligatorischen Spenden trennt man zwischen der Zakāt (zeitgebundende Spende) und der Sadaqa (freiwillig jederzeit).

## Deutschland
In Deutschland werden Spenden unter gewissen Voraussetzungen einkommensteuerlich begünstigt. Hier bestehen zahlreiche organisierte Verbände mit besonderen oder allgemeinen Zielen der Wohltätigkeit. Deutschlands größte kirchliche Organisation auf dem Gebiet der Wohltätigkeit ist Brot für die Welt, die Entwicklungshilfe leistet. In einer Vielzahl von Vereinen und Aktionen zeigen Politiker, Künstler, Sportler und andere Prominente soziales Engagement für deutsche und internationale Hilfsorganisationen wie zum Beispiel UNICEF. Zu „prominenten Wohltäterinnen“ auf Benefiz-Galas in Deutschland werden Ute-Henriette Ohoven (Gala-Diners) und Johanna Haerting-Toger (Kinderhilfe Europa) gezählt.

### Präsidenten-Frauen als Vorbild
Maßstäbe für wohltätiges Engagement haben die Ehefrauen von vier Bundespräsidenten gesetzt. Das bürgerfreundliche „Lebenswerk“ jeder von ihnen wirkt über den Tod der Initiatorinnen hinaus bis in die Gegenwart. So hat Elly Heuss-Knapp als erste First Lady der Bundesrepublik 1950 das Deutsche Müttergenesungswerk gegründet. Wilhelmine Lübke gründete 1962 mit ihrem Mann das Kuratorium Deutsche Altershilfe (KDA). Dieses wurde als „Wilhelmine-Lübke-Stiftung“ zu ihrem Lebenswerk. Sie entwickelte unter anderem die Idee der Einführung von Essen auf Rädern. Mildred Scheel hat 1974 die Deutsche Krebshilfe gegründet, die sich allein aus Spenden und Zuwendungen aus der Bevölkerung finanziert. Christiane Herzog gründete 1986 den Förderverein Mukoviszidose-Hilfe e. V., den sie 1997 in die Christiane-Herzog-Stiftung für Mukoviszidose-Kranke umwandelte.

## USA
In den Vereinigten Staaten besteht ein hochentwickeltes System der Wohltätigkeit.
In vielen Gesellschaften war und ist die Wohltätigkeit einzelner die einzige Form praktischer Milderung der Armut.